# 오치아이 마사유키
오치아이 마사유키(일본어: 落合 正幸, 1981년 7월 11일 ~ )는 일본의 전 축구 선수이다.

## 구단 경력
과거 가시와 레이솔, 사간 도스, 가와사키 프론탈레, 도치기 SC에서 활동하였다.